# Camp de Jargeau
Le camp d'internement de Jargeau (Frontstalag 153) était un camp de concentration situé à Jargeau dans le département français du Loiret pendant la Seconde Guerre mondiale.
Avec les camps de Pithiviers et de Beaune-la-Rolande, le camp de Jargeau était l'un des trois camps implantés dans le département du Loiret.

## Localisation
Le camp était situé à 19 km à l'est d'Orléans, dans la commune de Jargeau, à l'emplacement de l'actuel collège Le Clos Ferbois.
D'une superficie de 2,5 hectares et doté de 17 baraquements, le camp de Jargeau était censé pouvoir interner 600 personnes environ, il comptera pourtant jusqu'à 1 720 prisonniers.

## Histoire
La construction du camp débute pendant l'hiver 1939. À l'origine, il accueille des réfugiés de la région parisienne qui subissent l'avancée des troupes nazies durant la drôle de guerre.
En juin 1940, le camp est récupéré par les Allemands et est utilisé pour enfermer les prisonniers de guerre. Il s'agit alors du Frontstalag 153 qui comptera jusqu'à 900 prisonniers de guerre français.
Le 5 mars 1941, le camp d'internement ouvre officiellement, sur l'ordre du préfet du Loiret Jacques Moranes nommé à ce poste le 21 juin 1940. Des familles Tsiganes et des forains y sont enfermés. Au mois d'août 1941, le camp compte 606 internés. Le camp de Jargeau devient le « camp des nomades ».
À partir d'octobre 1941, des prostituées, des précaires et des prisonniers politiques sont internés à Jargeau.
En 1943, le camp sert d'annexe à la prison d'Orléans.
L'internement des Tsiganes au camp de Jargeau va se poursuivre après le départ des troupes allemandes. Plus de 1700 personnes, dont 1200 "nomades" femmes, hommes, enfants et nouveau-nés y seront détenus dans des conditions médiocres, causant une surmortalité.
Le camp fut réutilisé entre la Libération et le mois de décembre 1945 : il était spécialisé dans l'internement de femmes soupçonnées de collaboration.
La fermeture définitive intervient en décembre 1945.
Le 7 décembre 1991, une plaque commémorative fut posée au collège Clos Ferbois. Elle porte l'inscription suivante : « ici, 1 700 personnes ont été privées de liberté entre 1939 et 1945 dont Tsiganes, résistants, réfractaires et personnes marginalisées ».

## Pour approfondir